# 普雷斯塔廷
普雷斯塔廷（英語：Prestatyn）是位於英國威爾斯登比郡的一座城鎮，愛爾蘭海海岸，也是一座海濱度假地。按照2001年的人口普查，普雷斯塔廷有人口18,496人。在19世紀至20世紀之交，隨著鐵路的通車，普雷斯塔廷成為著名的旅遊勝地，人口也大幅增加。

## 外部連結
- Prestatyn Town Council tourism （页面存档备份，存于）
- The Parish of Prestatyn
- BBC Wales's Prestatyn website （页面存档备份，存于）
- Geograph - photos of Prestatyn and surrounding area